# Dollhouse (пісня)
«Dollhouse» — дебютний сингл американської виконавиці Мелані Мартінес. Пісня була представлена в однойменному дебютному мініальбомі Мартінес 9 лютого 2014 року. Пізніше трек був представлений в дебютному студійному альбомі співачки Cry Baby (2015). Це перша пісня Мелані, яка отримала золотий сертифікат, і яка була створена разом з дуетом Kinetics & One Love в перший день знайомства.
«Dollhouse» розповідає про неблагополучну сім'ю, яка, за словами Мелані, "ховається як ідеальним пластиковим фасадом". Мартінес також заявила, що пісня — це метафора того, як люди бачать знаменитостей та їхнє, здавалося б, ідеальне публічне життя. 
Композиція була представлена в трейлері 5 сезону, 25 серії серіалу Милі ошуканки (на англ. Pretty Little Liars).

## Композиція
Трек є приквелом до «Sippy Cup», ще одного синглу з альбому Cry Baby, який розповідає про матір з алкогольною залежністю, яка вирішує вбити свого чоловіка та його коханку, пощадивши лише свою дочку.

## Музичне відео
Кліп на пісню був знятий Натаном Скіаломом і Томом Макнамарою за три дні і завантажений на канал Мартінес на YouTube. Музичне відео було випущено 9 лютого 2014 року, а наступного дня пісня стала доступною для цифрового завантаження. У 2013 році Мелані зібрала $10,000 для зйомок, проте фанати співачки теж профінансували музичний кліп. 13 березня 2021 року кліп набрав 300 мільйонів переглядів. 
Дія музичного відео відбувається в ляльковому будиночку, яким грається маленька дівчинка. У кліпі зображена сім'я Плакси (англ. Cry Baby) у різних ролях. У її батька є коханка, брат курить марихуану, а мама має алкогольну залежність. Проте всі вони роблять вигляд, що їх сім'я ідеальна.

## Історія релізу
| Регіон          | Дата                | Формат(и)            | Примітки            |
| --------------- | ------------------- | -------------------- | ------------------- |
| Сполучені Штати | 10 лютого 2014 року | Цифрове завантаження | Як сингл            |
| Канада          | 24 липня 2014 року  | Ремікси              | На Atlantic Records |
| Сполучені Штати | 24 липня 2014 року  | Ремікси              | На Atlantic Records |